# سحر لطفی
سحر لطفی (زادهٔ شهریور ۱۳۵۸) خوانندهٔ موسیقی تلفیقی ، موسیقی نواحی ایران و موسیقی یارسان است.

## زندگی
سحر لطفی در کرمانشاه و در خانواده‌ایی هنرمند به دنیا آمد. پدر وی استاد غلامحسین لطفی از فارغ التحصیلان رشته نمایش از دانشکده هنرهای زیبای دانشگاه تهران بوده و آثار متعددی را در زمینۀ کارگردانی نمایش و ساخت فیلم و سریال خلق کرده است.
وی بواسطۀ فضای هنری موجود در خانواده از شروع دوران تحصیل در مدرسه، بی‌آنکه آموزش دیده باشد، به خوانندگی آوازهای کوردی و لری و اجرای کنسرت و نمایش پرداخت. سپس با آموزش‌های مادرش "اورانوس کلهرنیا" که به واسطۀ تسلط و شناخت از موسیقی کلاسیک غربی، از کودکی عملا اولین معلم موسیقی وی و برادرش بودند، شروع به یادگیری آواز کلاسیک غربی کرد.
او همزمان با ادامۀ خوانندگی، در سال ۱۳۸۱ در دانشکده هنر دانشگاه آزاد اسلامی تهران مرکز به تحصیلات آکادمیک در رشتۀ نمایش پرداخت و در سال ۱۳۸۵ فارغ‌التحصیل شد. در ادامه دو دوره کلاس‌های آواز و خوانندگی جز و همچنین، معلمی موسیقی را در وین، اتریش از سال‌ ۲۰۱۴ با موفقیت پشت‌سر گذاشت.

## فعالیت هنری
سحر لطفی از جمله خواننده‌هایی است که در کنار تدریس آواز، با وجود محدودیت‌های موجود در ایران، عملا هیچ سالی را بدون اجرای کنسرت نگذرانیده است، او سالهاست که در موسسات و آموزشگاه‌های مختلف به آموزش تکنیک آواز مشغول بوده و در کنار تدریس، برای اجرای کنسرت به کشورهای زیادی دعوت شده و در فستیوال‌های مختلف، اجراهای متعددی داشته است.
سحر لطفی به عنوان خواننده، عضو چندین گروه خارجی نیز بوده و به همراه آن‌ها همچنان به اجرای کنسرت می‌پردازد.

وی همچنین به عنوان خواننده سولیست با گروه‌های:
آشتی، وین بانگ، باران، سارنگ، غزل و سمر در اروپا، هند، ترکیه، کویت، دوبی، عراق کنسرت‌هایی را اجرا کرده است.

### کنسرت‌ها
- کنسرت فستیوال صدای زنان کردستان ، برلین، آلمان سال ۲۰۲۳ [۹]
- کنسرت گفت‌و‌گو با سحر در  وین اتریش سال ۲۰۱۶ [۱۰]
- کنسرت بداهه در سال ۲۰۱۵ [۱۱]
- فستیوال صوفی به همراهی گروه بانوان غزل، سره رو در سال ۲۰۱۵ [۱۲]
- کنسرت اولریک درسلر در سفارت اتریش - تهران ۲۰۱۵ [۱۳]
- کنسرت نکتۀ سربسته در فستیوال صوفی هند سال ۲۰۱۴[۱۴]
- گروه وین بانگ در فستیوال صوفی هند در سال ۲۰۱۴ [۱۴]
- کنسرت گروه بانوان غزل، فستیوال موسیقی دهلی هند در سال ۲۰۱۴ [۱۵]
- کنسرت فستیوال 4020 لینز اتریش به رهبری نادر مشایخی سال ۲۰۱۳ [۱۶]
- تور کنسرت در چند کشور مختلف از جمله هند ، فرانسه ، سوئد، هلند، با گروه موسیقی آشتی، گروه موسیقی باران و گروه موسیقی وین بانگ در سال ۲۰۱۲ [۱۷]
- کنسرت گروه جز سفارت اتریش در سال ۲۰۱۱ [۱۸]
- کنسرت پاپ سحر لطفی در سفارت اتریش سال ۲۰۱۰ [۱۹]

### بازیگر خواننده
از جمله فعالیت‌های حرفه‌ایی او اجرای زنده موسیقی تئاتر به عنوان تک خوان بوده، تئاترهایی چون:
- سقراط و فاوست به کارگردانی حمیدرضا نعیمی و آهنگسازی سیاوش لطفی.[۲۰]
- فردریک به کارگردانی حمیدرضا نعیمی و آهنگسازی بهزاد عبدی.
- گابریل به کارگردانی بهناز نازی.

### خوانندۀ نمایش
همچنین ایشان خواننده موسیقی ضبط شده تئاترهای زیر را بر عهده داشتند :
- داستان‌های کارور، خیال، به کارگردانی حمیدرضا نعیمی و آهنگسازی سیاوش لطفی
- بلوط‌های تلخ ، پوتین های عمو بابا به کارگردانی شهرام کرمی  و آهنگسازی سیاوش لطفی
- نمایش فیل به کارگردانی بهناز نازی.

### سینما
- بازیگر و خواننده موسیقی متن فیلم سینمایی کسی نبود بپرسد به کارگردانی مسعود طهماسبی با آهنگسازی نیما اورکی [۲۱]
- بازیگر و خواننده فیلم کوتاه هناسه به کارگردانی میثم محمدخانی
- حضور در فیلم مستند داستانی بازسازی شبکه ÖRF اتریش

### آلبوم‌ها
- آشتی به آهنگسازی سیاوش لطفی [۲۲]
- جشن بهار به آهنگسازی سیامک جهانگیری[۲۳]

### تک‌آهنگ
- سرزمین متروکه [۲۴]
- خیانت در قصاص [۲۵]
- مرو...[۲۶][۲۷]

### استادها
- وی جی اوپادهایا استاد دانشگاه موسیقی وین اتریش سال ۲۰۰۵
- ناربه چولاکیان ۱۳۷۶.
- هربرت لیپرت خواننده اپرا دولتی وین.
- الیزابت فریوندلینگر خواننده اپرای وین.
- آنا ماریا پمر

### تدریس موسیقی
- مدرس تکنیک آواز موسسه فرهنگی هنری الف
- مدرس دوره های آموزش تکنیک آواز کلاسیک مدرسه موسیقی استاد نادر مشایخی.
- ممتحن آزمون عملی ورودی کنسرواتوار وین اتریش در ایران از سال ۹۰ تا ۹۶.
- تدریس آواز کلاسیک از سال ۸۸ تا کنون در موسسات آموزشی مختلف، موسسه خرد، بخش فرهنگی سفارت اتریش و ...